# Lambert ten Kate

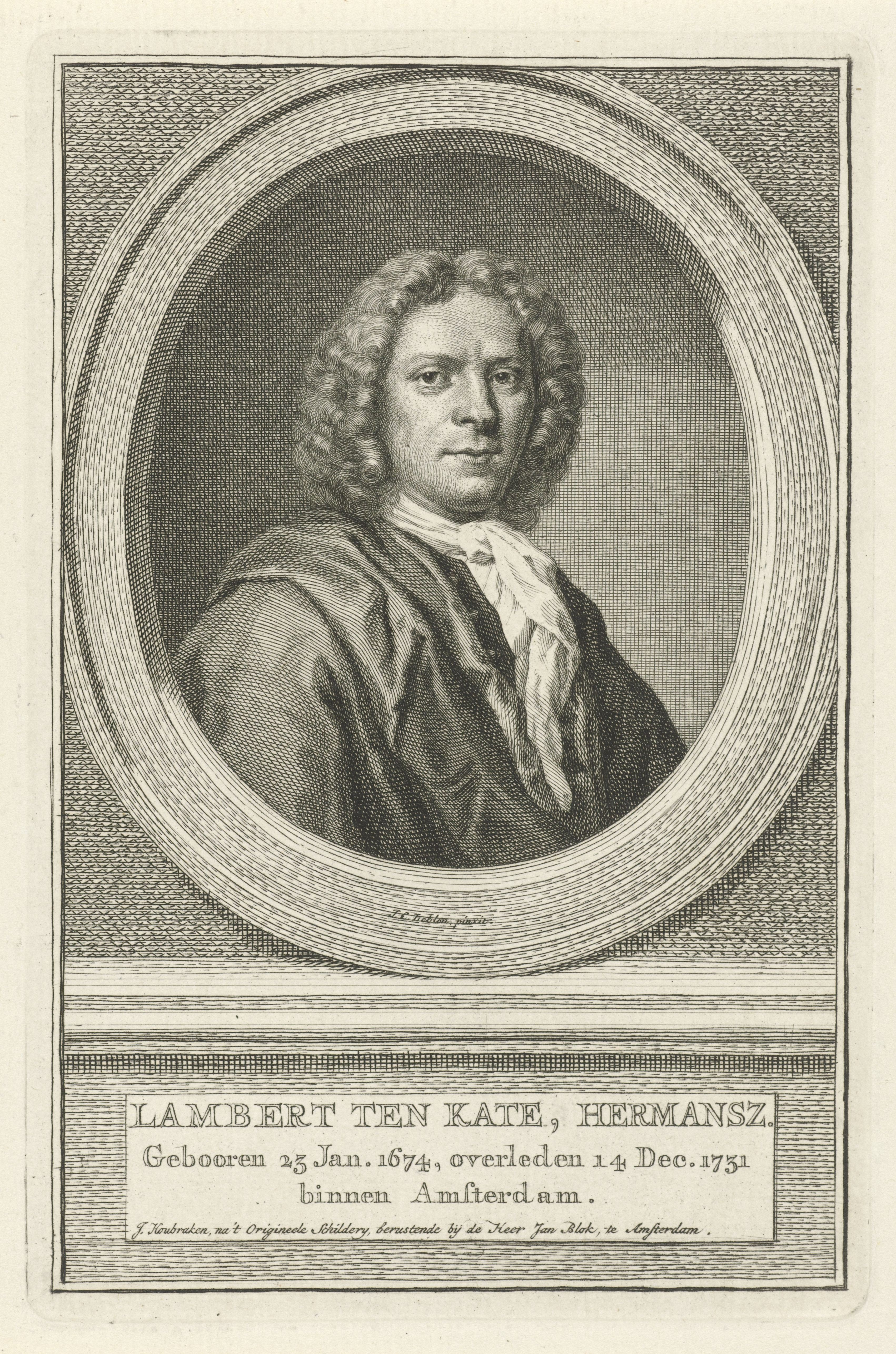
Portret van Lambert ten Kate

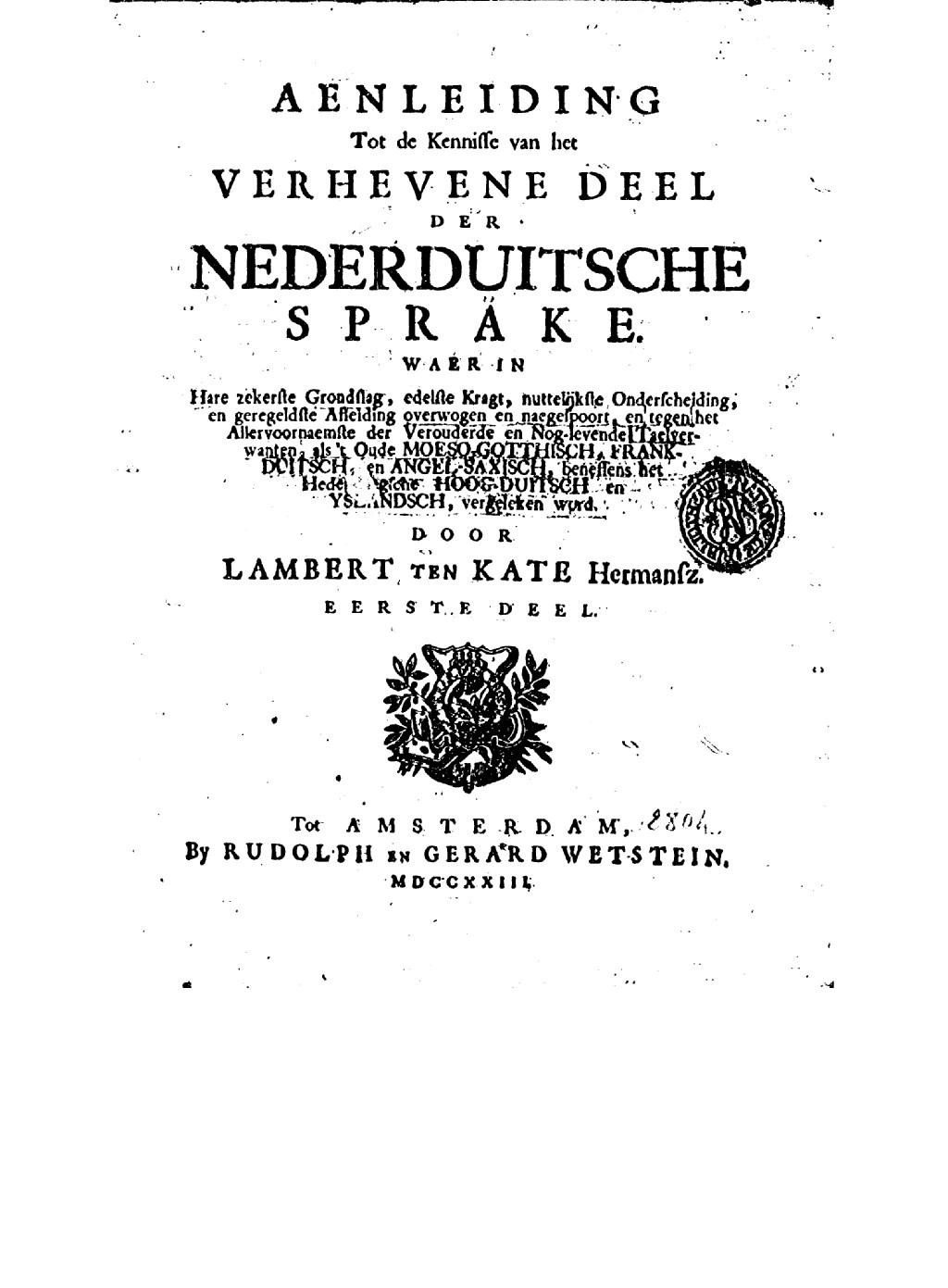
Titelblad van "Aenleiding tot de kennisse van het verhevene deel der Nederduitsche sprake".

Lambert ten Kate (Amsterdam, 23 januari 1674 - aldaar, 14 december 1731) was een veelzijdig Nederlands geleerde.

## Biografie
Ten Kate was enige tijd koopman, later rentenier, en schreef onder meer taalkundige en theologische verhandelingen. Dat hij ooit werkzaam was als huisonderwijzer, is een van de vele mythen rond zijn persoon. Zijn eerste gepubliceerde taalkundige werk 
schreef hij op instigatie van zijn stadsgenoot Adriaen Verwer.
Ten Cate maakte deel uit van de beweging van de fysicotheologie. Dat was een theologische stroming die op basis van empirisch onderzoek van de natuur tot kennis van God wilde komen.  Met name de doelmatigheid die men in de natuur waarnam werd beschouwd als een belangrijk bewijs voor het bestaan van God. In 1716 komt zijn vertaling uit van de Philosophical Principles of Natural Religion van C. Cheynes. Ten Cate geeft hieraan de titel Den schepper en Zijn bestier te kennen in Zijne schepselen .

## Bijdrage aan de taalkunde
In zijn Aenleiding tot de kennisse van het verhevene deel der Nederduitsche sprake (1723) probeerde hij door wetenschappelijke vergelijking van oudere taalstadia en door observatie van de geschreven en gesproken taal van zijn eigen tijd, regels hieromtrent op te sporen en vast te leggen. Hij ging hierin genuanceerder te werk dan de meeste taalkundigen in die tijd en maakte onderscheid tussen verheven en dagelijks taalgebruik.